# Dániel Rózsa
Dans le nom hongrois Rózsa Dániel, le nom de famille précède le prénom, mais cet article utilise l’ordre habituel en français Dániel Rózsa, où le prénom précède le nom.
Pour les articles homonymes, voir Rózsa.
Dániel Rózsa, né le 24 novembre 1984 à Szombathely, est un footballeur hongrois évoluant actuellement au poste d'arrière droit au Szombathelyi Haladás.

## Biographie
Dániel Rózsa joue quatre matchs en Ligue Europa avec l'équipe de Szombathelyi Haladás lors de la saison 2009-2010.
Il joue son premier match avec la Hongrie le 4 juin 2014 contre l'Albanie

## Statistiques
| Club      | Saison | Championnat | Championnat | Coupe  | Coupe | Europe | Europe | Total  | Total |
| Club      | Saison | Matchs      | Buts        | Matchs | Buts  | Matchs | Buts   | Matchs | Buts  |
| --------- | ------ | ----------- | ----------- | ------ | ----- | ------ | ------ | ------ | ----- |
| Haladás   |        |             |             |        |       |        |        |        |       |
| 2004-2005 | 3      | 0           | 0           | 0      | 0     | 0      | 3      | 0      |       |
| 2005-2006 | 15     | 0           | 0           | 0      | 0     | 0      | 15     | 0      |       |
| 2006-2007 | 3      | 0           | 0           | 0      | 0     | 0      | 3      | 0      |       |
| 2007-2008 | 20     | 0           | 0           | 0      | 0     | 0      | 20     | 0      |       |
| 2008-2009 | 30     | 0           | 5           | 0      | 0     | 0      | 35     | 0      |       |
| 2009-2010 | 30     | 0           | 2           | 0      | 4     | 0      | 36     | 0      |       |
| 201-2011  | 30     | 0           | 7           | 0      | 0     | 0      | 37     | 0      |       |
| 2011-2012 | 27     | 0           | 2           | 0      | 0     | 0      | 29     | 0      |       |
| 2012-2013 | 25     | 0           | 3           | 0      | 0     | 0      | 28     | 0      |       |
| 2013-2014 | 30     | 0           | 4           | 0      | 0     | 0      | 34     | 0      |       |
| 2014-2015 | 16     | 0           | 2           | 0      | 0     | 0      | 18     | 0      |       |
| Total     | 229    | 0           | 25          | 0      | 4     | 0      | 258    | 0      |       |

Matchs et buts actualisés le 6 décembre 2014.